# Бешкилька
Бешкилька — река в России, протекает в Тюменской области. Устье реки находится в 76 км по левому берегу реки Исеть. Длина реки составляет 44 км.
Система водного объекта: Исеть → Тобол → Иртыш → Обь → Карское море.

## Данные водного реестра
По данным государственного водного реестра России относится к Иртышскому бассейновому округу, водохозяйственный участок реки — Исеть от впадения реки Теча и до устья, без реки Миасс, речной подбассейн реки — Тобол. Речной бассейн реки — Иртыш.
Код объекта в государственном водном реестре — 14010501112111200004047.